# Notre-Dame-de-l'Osier
Notre-Dame-de-l'Osier è un comune francese di 519 abitanti situato nel dipartimento dell'Isère della regione dell'Alvernia-Rodano-Alpi.

## Società

### Evoluzione demografica
Abitanti censiti